# 차라리 불덩이가 되리
"차라리 불덩이가 되리"는 1986년에 개봉한 대한민국의 영화이다.

## 캐스팅
- 선우일란 : 애심 역
- 김동현 : 준태 역
- 김인문 : 윤구 역
- 김지영 : 엄마 역
- 박동룡 : 사내 1 역
- 이석구 : 사내 2 역
- 홍성연 : 운전수 역
- 권일정 : 아낙 역
- 김기현 : 아낙 역
- 이경선 : 아낙 역